# Planonemertes lobata
Planonemertes lobata är en djurart som tillhör fylumet slemmaskar, och som beskrevs av Ernest F. Coe 1926. Planonemertes lobata ingår i släktet Planonemertes och familjen Dinonemertidae. Inga underarter finns listade i Catalogue of Life.